# Warkop
La Warkop (abréviation de Warung Kopi, petit café de rue) est une troupe de comédiens indonésiens qui a eu un succès national dans les années 1980 et 1990. Elle fut formée à Jakarta en 1976 par la radio Prambors FM (en) sous le nom de Warkop Prambors. Leur première apparition eut lieu dans le programme comique hebdomadaire Obrolan Santai di Warung Kopi.
Elle était composée de Wahjoe Sardono, Kasino Hadiwibowo (en), Indrodjojo Kusumonegoro (en), Nanu Mulyono (en) et Rudy Badil (en).

## Filmographie
La Warkop est apparue dans 34 films comiques entre 1979 et 1994.